# Danick Snelder
Danick Snelder es una jugadora de balonmano holandesa que juega como pívot en el SG BBM Bietigheim y en la selección femenina de balonmano de los Países Bajos.
Con la selección ha ganado oro en el mundial de 2019, así como dos platas en un Mundial y en un Europeo.

## Palmarés

### Thüringer HC
- Liga de Alemania de balonmano femenino (6): 2011, 2012, 2013, 2014, 2015, 2016
- Copa de Alemania de balonmano femenino (2): 2011, 2013

### Ferencváros
- Copa de Hungría de balonmano femenino (1): 2017

### SG BBM Bietigheim
- Liga de Alemania de balonmano femenino (1): 2022
- Copa de Alemania de balonmano femenino (1): 2022

## Clubes
| Club                    | País         | Año         |
| ----------------------- | ------------ | ----------- |
| Omni SV Hellas Den Haag | Países Bajos | - 2010      |
| Thüringer HC            | Alemania     | 2010 - 2016 |
| Ferencvárosi TC         | Hungría      | 2016 - 2020 |
| Siófok KC               | Hungría      | 2020        |
| SG BBM Bietigheim       | Alemania     | 2020 - Act. |